# Herpetogramma ottonalis
Herpetogramma ottonalis is een vlinder uit de familie van de grasmotten (Crambidae), uit de onderfamilie van de Spilomelinae. De wetenschappelijke naam van deze soort is voor het eerst gepubliceerd in 1899 door Georg Semper.
De soort komt voor in de Filipijnen.